# (23685) Toaldo
(23685) Toaldo ist ein Asteroid des Hauptgürtels, der am 1. Mai 1997 von Astronomen des Osservatorio San Vittore in Bologna entdeckt wurde.
Toaldo umrundet die Sonne in 1540 Tagen (4,22 Jahren) auf einer Bahn zwischen Mars und Jupiter. Mit einem Durchmesser von rund 4,6 km ist er größer als 99 % der Asteroiden.
Der Asteroid wurde nach dem italienischen Astronomen Giuseppe Toaldo benannt, womit dessen wissenschaftliches Wirken an der Universität Padua gewürdigt wurde.